# 青年団
青年団（せいねんだん）とは、日本の各地域ごとに居住する20歳代から30歳代の青年男女により組織される団体で青年会（せいねんかい）とも言う。社会教育系の青年団体の全国組織として、日本青年団協議会、日本都市青年会議がある。

## 歴史

### 近世
青年団のルーツは室町時代あるいはそれ以前までさかのぼると言われる。江戸時代には各村落ごとに若者組、若連中、若衆組などと呼ばれ、村落における祭礼行事や自警団的活動など村の生活組織と密着した自然発生的な集団であった。
若者組には大きく分けて2つの形態があり、一定の年齢に達した男子は必ず加入しなければならず、世帯を持つ時に脱退するというタイプと、一世帯から一人だけが加入し、結婚後も一定の年齢に達するまで脱退しないというタイプがある。いずれも加入の時期は15歳頃が多く、若者組への加入が、いわゆる成年式の意味を持つ場合もある。
また、こうした若者組などは独自の宿を持ち、昼間は働き、夜は宿に集まって一種の合宿生活をしていた。こうした宿は村によっていろいろな場合があり、男女別、男女一緒、宿泊をする、ただ集会のためだけなどと様々なパターンがあった。宿は若者組の重要な訓練の場所であり、同時に仲間づきあいの場でもあって、若者仲間の活動の中心だった。このような自然な団体生活の中で若者達は自らの村のことや、自分自身に対する認識を深め、村の立派な若い衆として訓練されていった。若者仲間に加入することによって、自他共に成人意識を深め、このときから彼等は初めて結婚資格を公認され、神事祭礼に参加する特権を与えられ、また一人前の労働能力を有する者として公認される。部落の治安維持や道路、橋梁の修繕、堤防の築造など若連中のいろいろな仕事に対し、一人前として責務を果たさなければならなくなり、私的生活から公的生活への関門でもあった。

### 明治〜昭和前半
明治維新により近代国家の建設と共に自給自足的な村落が解体する中で伝統的な若者制度も消えていったが、山本滝之助が広島で青年会を起こす等、全国へ青年組織の結成が広まっていった。それらの組織は、大正時代には青年団および処女会（女子青年団）と称されるようになった。日露戦争後、内務省は戦後経営の一環として若者組の近代的脱皮をはかり、文部省も補習教育の観点から青年団体の再組織化に協力した。1912年（明治45年）に明治天皇が崩御すると、天皇神格化の一環として明治天皇を祭神とした明治神宮の建立が計画された。内務省明治神宮造営局総務課長で、山本滝之助に影響を受けて青年講習運動を実践していた田澤義鋪は、神宮造営奉仕作業を全国の青年団に呼びかけ、日本中より二百八十団体・一万五千人の青年団員が動員された。これを契機に、大正末期には、青年団の全国組織、大日本連合青年団が結成。
1922年（大正11年）5月25日には、第1回全国青年団大会が開催された。
明治神宮外苑内に現在もある日本青年館（旧館）は、東京市助役となった田澤の主唱の下、全国青年団員の一円拠金活動により1925年（大正14年）に建てられたものである。昭和に入り青年団も国策への協力を余儀なくされ、やがて戦局の悪化に伴い青年団は学徒隊に編入された。
また、日本による植民地統治の一政策として、朝鮮、台湾、南洋諸島などでも日本の青年団が導入され、活用された。マーシャル諸島では日本統治時代には現地人が参加する青年団は作られなかったものの、戦後、日本の青年団をモデルとした「クミ（組）」と呼ばれる青年集団が組織されていった。

### 第2次大戦後
終戦とともに今日の青年団が日本全国各地で結成された。昭和20年代の後半には約400万人と青年団人口はピークを迎える。また社会教育法の施行により、行政当局は青年団を社会教育関連団体として位置づけ、青年団の活動も社会教育的な面へのウェイトが大きくなった。また現在、成人式として広く定着している行事はこの頃、埼玉県蕨町（現蕨市）の青年団が始めたものである。また1979年（昭和54年）には青年団員による約5億円の募金により日本青年館が新たに建設された。昭和20年代後半以降、団員数は減少し続け、日本社会における青年団のウェイトも低下したが、終戦から約50年以上を過ぎた現在でも日本の約半数の市町村に青年団があり、全国に約10万人の青年団員がいると言われる。なお、戦後の青年団の全国組織である日本青年団協議会（日青協）は1954年（昭和29年）に結成された。事務局は日本青年館内にある。

## 体系・組織形態

### 体系
「青年団」と呼ばれる組織は大きく次のように分類される。
- 町内会・自治会・字単位で組織されるもの。
かつては集落単位で組織されていたこれが地域青年団の原型である。個人参加で構成されている。この中には地域の祭事の際にのみ集まり、祭事の運営もしくは祭事に参加するものも含まれる。また、「青年団」という独立した組織ではなく、町内会（自治会）の「青年部」という位置づけの組織も広義では青年団と言えるだろう。これらは単独で完結している場合が多いため、実数や所属人数などは地元市町村においても把握し切れていない事がほとんどである。
地域に住む青年がこの青年団へ入団する事はもちろん任意だが、地域によっては一定年齢に達すれば自動的に「団員」として登録され祭事などの町内会の事業に強制的に借り出され、本人が自覚しないまま青年団活動に携わるというところもある。
逆に都会からの転入者の場合、青年団に入って地域に溶け込みたいと考えていても各地域の因習・序列により加入が認められない、加入が後回しになる事例がある。
- 市町村内の公民館または小・中学校の学区単位で組織されるもの。
構成は上記の青年団と同様個人参加によるが、これらは一般的に市町村単位で連合体を組織している場合が多い。とは言え、これらが必ず連合体に加盟しなければいけないわけではなく、市町村に連合体があるにもかかわらず単独で活動していくところもある。また、この単位で大掛かりな祭事を行うところはその必要性から、これが町内会単位の連合組織である場合もある。

- 市町村単位で組織されるもの、もしくは郡単位の連合組織。
本来は公民館（小・中学校区）単位で組織された青年団の連合組織であり、○○市（町・村）連合青年団、または○○市（町・村）青年団協議会と呼称されている場合がほとんどである。さらに、近隣郡市の郡・市町村連合青年団（青年団協議会）が協議会を形成しているところもある。地方公共団体が社会教育法に基づき補助金を交付するのは一部例外を除きこの単位で組織された青年団である。
しかし近年は構成すべき公民館（小・中学校区）単位で組織された青年団がない市町村も多いので、市町村単位で青年が相集い、個人参加で組織されている市町村青年団も発生している。
- 道府県単位で組織されるもの。
郡・市町村青年団によって構成されている連合組織であり、○○県（道・府）連合青年団、青年団協議会などと呼称されている。多くは郡・市町村単位の青年団の相互連絡強化機関としての性格が強い。本来は全ての都道府県で組織されていたものであるが、東京都における連合青年団組織は昭和30年代に解散しているため、これらは一般的に「道府県団」と総称されている。
近年は東京都のほかにも埼玉県連合青年団が1991年（平成3年）に活動を停止、2006年（平成18年）に兵庫県連合青年団、2007年（平成19年）に富山県青年団協議会がそれぞれ活動低迷を理由に正式に日本青年団協議会を脱退しており、正式な表明はないものの実質活動休止状態の県連合組織も少なくない。
- 全国組織（＝日本青年団協議会）
全国の道府県連合青年団によって組織されている。

### 組織形態
青年団には綱領及び規約（会則）が存在する。綱領は日本青年団協議会以下ほとんどの青年団で採用しており、その内容は次の通り。
一、私たちは心身を修練し、よりよき個人の完成に努めます。
二、私たちは友愛と共励を信条に団結します。
三、私たちは住みよい郷土社会の建設に努めます。
四、私たちは人類愛と正義をもって世界平和に努めます。
規約（会則）は組織によってはない（もしくはあっても死文化されている）ところも多いが、形態に関しておおむね以下の内容の事を謳っている。
- 民主的な組織運営が大原則であり、最高意思決定機関は定期または臨時に開催される大会（総会）である。
- 団長、副団長、事務局長、理事（それぞれ呼び方は任意）などの役員を置き、会務を執行する。また、別途監事を置き年数回会務の監査を行う。
- 構成するものの主義、政治信条、信教、思想その他は問わない。ただし、組織そのものがそれらに偏重してはならない。
- 収入はおもに構成するものからの負担金並びに寄付金からなる。

### 農山漁村部系の青年団と都市系青年団体
上記の青年団は農山漁村部の若者組をルーツに持つ青年団であるのに対して、日本都市青年会議（日都青）は都市系青年団体の組織であるといえる。日都青はサークルなどの青年団体を基盤とし、1969年（昭和44年）に5大市青年団体協議会に東京と北九州の青年団体を加えて発足した。なお、5大市青年団体協議会は、大阪、横浜、神戸、京都、名古屋の青年団体により1953年（昭和28年）に設立された。

## 活動内容
日青協が主催する全国行事としては全国青年大会、全国青年問題研究集会などがある。全国青年大会はバレーボール、野球、フットサルなどのスポーツや、演劇、人形劇、郷土芸能などの文化活動を発表する大会で、過去毎年11月に東京・国立競技場周辺で開催されていた。青年問題研究集会は全国の青年団員が1年間の青年団活動の実践を元にした実践レポートを持ち寄り、分科会形式で発表・討論し、青年運動の発展を目指す集いである。毎年3月に日本青年館で開催されていた。行事の手法は、全日本自治団体労働組合の地方自治研究全国集会や日本教職員組合の教育研究全国集会と同様の手法である。道府県団、市町村団レベルにおいての実施行事は、各団まちまちで一様ではないが、前述の全国青年大会、青年問題研究集会の予選的行事のほか、社会教育的な活動、青年団同士の交流会や祭礼等への参加が多く、日本全国の各地でその地域の実状に応じた活動を展開している。

## 問題

### 団数、団員数の減少
昭和20年代を頂点に団数、団員数が減少している。高度経済成長期に地方青年層が都市へ流出し、都市近郊においては通勤青年化し青年団の存続が困難になっている。また価値観の多様化により青年層への青年団の求心力が低下している。この背景としては青年団が社会的役割を喪失しつつあることであり、大衆向け娯楽の普及、行政サービスや商業サービスの充実により相対的な公益性が低下している。

### 市町村合併と青年団の存続
自治体の合併は青年団にも影響が大きい。青年団も合併が必要となり、そのための協議・調整の労力、新自治体の行政当局と青年団の関係、具体的には補助金の継続可否、新自治体の広域化による組織化の困難、体質の異なる合併後の青年団の運営・継続の困難などのためである。

### 「政治団体化の懸念」
日米安保改定問題などをめぐって国民運動が大きく高揚した1960年代、政治問題に青年団が明確な態度を示すべきだという考え方が青年団内で台頭し始めた。この考え方は、さまざまな思想性を持つ青年の集まりである青年団はあまり高度な政治課題に踏み込むべきではないという考え方と対立し、全国の青年団で問題となった。顕著な例として、1964年（昭和39年）に愛媛県で、1966年（昭和41年）には岡山県で、それぞれ県団執行部が政治的に偏向していることを理由に多くの加盟団（郡市団）が連合組織を脱退、解散もしくは分裂という事態に発展した。地域における青年団のこういった対立は、政治課題の対立が薄れてきている今日においては、青年団組織の弱体化もあいまって収束している。
また、各都道府県組織によって構成されている日本青年団協議会は、沖縄返還運動の促進や非核三原則の法制化を定期大会において決議したり、沖縄米兵による少女暴行事件への抗議等を主催する集会内で緊急決議することがある。加えて、青年法律家協会弁護士学者合同部会、日本社会主義青年同盟、日本民主青年同盟と合同で有事法制反対の街頭宣伝活動を行っているほか、イラク戦争への自衛隊派遣に反対する声明などを常任理事会で決議している。こうした動きに対し特定の政治団体との親密化や政治的思想の偏りを進めるのではないかという懸念の声もある。
青年層組織であるならば、青年層を含む若年層に向けた声明を発表するべきという意見もあるが、日本青年団協議会が時の政策に向けた抗議という形をとっている背景には、青年の声を集約し社会に向けて発信していくことこそ役割であるという考え方による。
日本青年団協議会は機関紙のコラムで「青年団は思想・信条を超えて組織された団体だから、政治的な判断は保留すべきだという考えは、本質を取り違えている。青年団は政党的に中立であっても、政治的に中立であるわけではない」と述べている。青年団の大衆性や網羅性と政治的・社会的態度の明確性という微妙な関係は現在においても課題と言える。

## 関連作品

### 映画
- 同胞（1975年、松竹）

### マンガ
- 突撃!!屯田村青年団（山田浩一著、リイド社）
  - 突撃!!屯田村青年団 - マンガ図書館Z（外部リンク）

## 青年団活動経験のある著名人
- 竹下登（元内閣総理大臣、元日本青年館理事長）
- 西岡武夫（元参議院議長、元文部大臣、元衆議院議員）
- 野中広務（元内閣官房長官、元自治大臣、元自由民主党幹事長）
- 小里貞利（元労働大臣、元日本青年館理事長）
- 加藤六月（元農林水産大臣、元衆議院議員）
- 上杉光弘（元自治大臣、元参議院議員）
- 小澤潔（元国土庁長官、元衆議院議員）
- 中山利生（元防衛庁長官、元衆議院議員）
- 岩永峯一（元農林水産大臣、元衆議院議員）
- 大野松茂（元衆議院議員、元埼玉県狭山市長）
- 浜田幸一（元衆議院議員、タレント）
- 齋藤憲三（元衆議院議員）
- 保坂武（山梨県甲斐市長、元衆議院議員）
- 河合常則（元参議院議員、元富山県議会議長）
- 遠藤登（元衆議院議員、元山形県天童市長）
- 星川保松（元参議院議員、元民主改革連合代表、元山形県尾花沢市長）
- 伊藤康志（宮城県大崎市長、元宮城県議会議長）
- 海東英和（元滋賀県高島市長、旧新旭町長）
- 大西倉雄（元山口県長門市長）
- 佐橋薫（元愛知県小牧市長）
- 中村晃毅（元愛知県西尾市長）
- 小野寺喜一郎（元山形県遊佐町長）
- 玉木襄（政治活動家）